# 정선교육도서관
정선교육도서관은 대한민국 강원특별자치도 정선군 소재의 도서관이다.

## 연혁
- 1988. 07. 25 교육도서관 건물착공
- 1988. 01. 11 정선군 공공도서관 설치조례 공포
- 1989. 07. 11 정선군 공공도서관 개관
- 1991. 03. 25 정선도서관으로 명칭 변경
- 2001. 02. 20 강원도 정선평생학습관 지정
- 2013. 03. 01 정선교육도서관으로 명칭변경
- 2016. 03. 01 강릉교육문화관 분관으로 조직개편(강원도교육규칙 제738호 2016.2.29.전부개정)

## 이용 안내
이용 시간
- 자율학습실: 매일 08:00 ~ 23:00
- 햇살가득 북카페: 매일 09:00 ~ 18:00
- 휴게실(정기간행물실): 매일 09:00 ~ 20:00
- 책읽는가족실: 매일 09:00 ~ 18:00

휴관일
- 국가 지정 공휴일
- 매주 월요일
- 교육도서관장이 필요에 의하여 지정한 날